# Marie Long-Landry

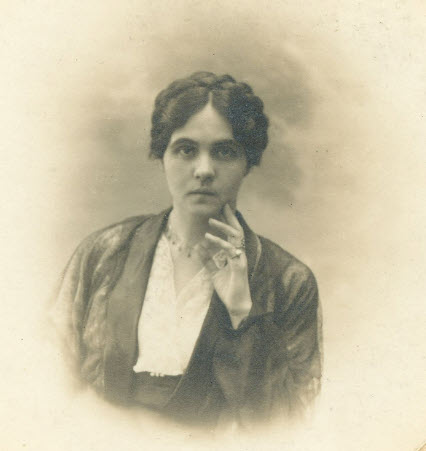
Marie Long-Landry 1915

Marie Long-Landry (* 14. November 1877 in Ajaccio; † 11. Dezember 1968 in Paris) war eine französische Ärztin.

## Leben
Marguerite Landry wurde in eine Familie radikalsozialistischer Intellektueller geboren, die mit den Bonapartes verwandt war. Ihre Mutter Augustine Meuron (1844–1926) und ihr Vater Timothée Landry (1841–1912), ein Jurist, der später Kammerpräsident am Berufungsgericht in Paris wurde, zogen 1883 von Korsika nach Nîmes und 1896 weiter in die Hauptstadt. Ihre Tante war die Malerin Aglaé Meuron (1836–1925). Ihr Großvater war der Marineoffizier François-Timothée Landry (ca. 1769–1805). Sie hatte fünf Geschwister:
- Josèphe, genannt Seppa, (1869–1871), die an Tuberkulose starb;
- Eugène Landry (1872–1913), Agrégé in Französisch und Italienisch, Dr. phil., Dozent am Nationalinstitut in Florenz;
- Adolphe Landry (1874–1956), Politiker und Ökonom;
- ihre Zwillingsschwester Marguerite Pichon-Landry (1877–1972), Präsidentin des Conseil national des femmes françaises;
- Lasthénie Thuillier-Landry (1879–1962), Ärztin, erste weibliche Klinikchefin in Frankreich.

1906 wurde Marie Landry im Internat des hôpitaux de Paris (Internat an den Krankenhäusern von Paris) unter anderem unter der Leitung von Ernest Dupré und vor allem Jules Dejerine am Krankenhaus La Salpêtrière. Ihre Dissertation im Jahr 1911 befasst sich mit der Little-Krankheit. Sie war die erste Frau, die 1911 zum Chef de Clinique (clinicat) ernannt wurde.
1908 heiratete Marie Landry in Paris Édouard André Long, einen Medizinprofessor in Genf, den sie im Krankenhaus La Salpêtrière kennengelernt hatte. Sie hatten einen Sohn, Olivier Long, der am 11. Oktober 1915 in Veyrier geboren wurde. Édouard André Long starb 1929.
Während des Ersten Weltkriegs half Marie Long-Landry ihrem Mann dabei, die physiologisch-neurologische Abteilung des Militärkrankenhauses in Bourg-en-Bresse zu leiten.
Nach dem Krieg arbeitete sie in der neuropsychiatrischen Abteilung des Krankenhauses in Genf, wo ihr Mann 1919 Professor wurde. Außerdem engagierte sie sich in der Dejerine-Stiftung. 1924 gründete sie den Service social international (Internationaler Sozialdienst) in Genf, dessen Präsidentin sie 25 Jahre lang war. Um 1929 arbeitete sie in der neurologischen Abteilung von André-Thomas im Krankenhaus Saint-Joseph in Paris.
Am Ende des Zweiten Weltkriegs erhielt sie die Médaille de la Résistance für ihre Hilfe für Juden und alliierte Soldaten.